# Alexandre Minkowski
 (janvier 2021).
Pour les articles homonymes, voir Minkowski.
Alexandre Minkowski, né le 5 décembre 1915 à Paris et mort le 7 mai 2004 dans la même ville (hôpital des Invalides), est un pédiatre français et l'un des fondateurs de la néonatalogie.

## Biographie

### Jeunesse et formation
Alexandre Minkowski est le fils de parents psychiatres d'origine juive polonaise, Eugène Minkowski et Françoise Minkowska. En l'absence de son père, athée et combattant au front, sa mère ne le fait pas circoncire et il ne sera pas pratiquant ; il fera toutefois sa bar-mitzvah.
Il se marie avec Anne Wade, qui est d'origine américaine et fille d'une violoniste. Il est le père du chef d'orchestre Marc Minkowski, dont il soutient la vocation. Il est également le grand-père de Julia Minkowski, pénaliste inscrite au barreau de Paris et épouse de Benjamin Griveaux,.
En 1929, alors qu'il a 13 ans, son père l'emmène dans le quartier juif de Varsovie ; il en ressort traumatisé.
Scolarisé à l'école alsacienne, il passe son baccalaurat à quinze ans. Paul Bénichou et René Maublanc sont cités comme les deux professeurs les plus marquants de sa formation intellectuelle. À la faculté de médecine de Paris, il a notamment pour condisciples Gabriel Richet, Jean Dausset et Marcel Bessis. Il réussit le concours d'internat à 22 ans. 
Il fait son service militaire dans les chasseurs alpins et se porte volontaire en 1940 pour la campagne de Norvège, puis se rend avec une partie du corps expéditionnaire de Norvège au Maroc où, pendant la traversée, a lieu l'attaque de Mers el-Kébir ; il rentre ensuite en France pour reprendre ses études de médecine. Il participe à la manifestation du 11 novembre 1940.

### Engagement et prises de posistion
Il est l'auteur de plusieurs ouvrages, dont Le mandarin aux pieds nus, un ensemble d'entretiens avec Jean Lacouture paru en 1975, qui lui valent une certaine notoriété médiatique, passant notamment à Apostrophes de Bernard Pivot, à Radioscopie de Jacques Chancel et à Sports Dimanche, où il est interviewé par Michel Drucker.
En 1978, après l'élection du pape Jean-Paul II, il fait publier par Le Monde un article incendiaire dénonçant l'antisémitisme de l'Église polonaise. La même année, il vient soutenir Gisèle Halimi devant la cour d'assises d'Aix-en-Provence lors de l'affaire Tonglet-Castellano, faisant un parallèle entre le viol des femmes et le nazisme.
Ayant effectué de nombreux voyages en Israël, il est partisan de la création d'un État palestinien.
Il est membre du conseil régional d'Île-de-France et du comité de parrainage de la Coordination française pour la Décennie de la culture de paix et de non-violence, notamment des années 1980-1990, chargé de mission par Bernard Kouchner au secrétariat d'État de l'Action humanitaire, puis militant du mouvement Génération écologie de Brice Lalonde.

### Dernières années et mort
Alexandre Minkowski meurt au printemps 2004 à l'hôpital des Invalides. Il est inhumé au Bec-Hellouin dans l'Eure, ayant entretenu des liens avec les membres de la communauté bénédictine de l'abbaye Notre-Dame du Bec. Son épouse est morte en 2017.

## Publications
- 1975 : Le Mandarin aux pieds nus, éditions Seuil.
- 1976 : Pour un nouveau-né sans risque, éditions Stock.
- 1980 : Un Juif pas très catholique, éditions Ramsay.

## Décoration
- Grand officier de la Légion d'honneur par décret du 12 juillet 2002.